# هاري إس. كامينغز
هاري إس. كامينغز هو محامي وسياسي أمريكي، ولد في 19 مايو 1866، وتوفي في 7 سبتمبر 1917.